# Rothschildia draudti
Rothschildia draudti är en fjärilsart som beskrevs av Benjamin 1934. Rothschildia draudti ingår i släktet Rothschildia och familjen påfågelsspinnare. Inga underarter finns listade.